# Pournári (ort i Grekland)
Pournári är en ort i Grekland.   Den ligger i prefekturen Nomós Larísis och regionen Thessalien, i den centrala delen av landet, 220 km nordväst om huvudstaden Aten. Pournári ligger 227 meter över havet och antalet invånare är 603.
Terrängen runt Pournári är kuperad åt nordväst, men åt sydost är den bergig. Runt Pournári är det glesbefolkat, med 8 invånare per kvadratkilometer. Närmaste större samhälle är Giánnouli, 19,5 km sydväst om Pournári. 